# Bošovští z Polánky
Bošovští z Polánky byli šlechtický rod sídlící v Čechách nebo na Moravě před i po Bílé hoře. 
Nejstarším členem tohoto rodu byl Čas z Polánky. Albrecht Bošovský z Polánky se v roce 1541 stal majitelem zámku v Oslavanech.
Jiří Bošovský z Polánky vedl v letech 1531 a 1538 spor s vrchností z Milešovic kvůli opravě svatostánku a fary v Lovčičkách. Lovčičky potom drželi jeho synové Jan a Ondřej.
Anna Bošovská z Polánky byla poručnicí nezletilých dětí po zemřelém Janu Stráneckém ze Stránec.
Roku 1580 rozšířila statek ve Stránecké Zhoři o polovici pusté Pohořílek s dvorem. Umírá na konci 80. let 16. století.